# Бањоло II (Арецо)
Бањоло II је насеље у Италији у округу Арецо, региону Тоскана.
Према процени из 2011. у насељу је живело 21 становника. Насеље се налази на надморској висини од 558 м.